# Formamid
A formamid, vagy más néven metánamid a hangyasavból (formilsavból) származtatható amid. Színtelen folyadék ammóniára emlékeztető illattal. Szulfonamidok, gyógyszerek, gyom- és rovarirtó szerek alapanyaga, illetve a hidrogén-cianid gyártásának egyik kiindulási anyaga. A papír és a szövet puhítására is felhasználják, ezenkívül sok ionos vegyület oldószere. Műanyagok lágyítására is alkalmas.
180 °C-on részleges bomlásnak indul, melynek terméke szén-monoxid és ammónia, valamint kis mennyiségben hidrogén-cianid és víz. Katalizátorral (valamilyen szilárd savval) a HCN kihozatala növelhető.

Alacsony hőmérsékleten:
{\displaystyle \mathrm {HCONH_{2}\rightarrow CO+NH_{3}} }
Magas hőmérsékleten, savval katalizálva:
{\displaystyle \mathrm {HCONH_{2}\rightarrow HCN+H_{2}O} }

## Előállítása

### Régebbi előállítási módszerei
Régen még ammónia és hangyasav reakciójával állítottak elő ammónium-formiátot, amelyet hőbontás útján formamiddá alakítottak.
{\displaystyle \mathrm {HCOOH+NH_{3}\rightarrow HCOONH_{4}} }
{\displaystyle \mathrm {HCOONH_{4}\rightarrow HCONH_{2}+H_{2}O} }
Hangyasav-etil-észter (etil-formiát) ammonolízisekor szintén formamid keletkezik, a melléktermék etil-alkohol.
{\displaystyle \mathrm {HCOOCH_{2}CH_{3}+NH_{3}\rightarrow HCONH_{2}+CH_{3}CH_{2}OH} }

### Modern gyártása
Formamidot iparilag ma ammónia karbonilezésével állítanak elő.
{\displaystyle \mathrm {CO+NH_{3}\rightarrow HCONH_{2}} }
Egy alternatív, kétlépéses folyamatban a szén-monoxid és metanol reakciójából származó metil-formiátot aminálják.
{\displaystyle \mathrm {CO+CH_{3}OH\rightarrow HCOOCH_{3}} }
{\displaystyle \mathrm {HCOOCH_{3}+NH_{3}\rightarrow HCONH_{2}+CH_{3}OH} }

## Felhasználása
A formamidnak a hidrogén-cianid ipari előállításában van szerepe. Emellett oldószernek használják olyan műanyagok előállításánál, mint például a poliakrilnitril.

### Laboratóriumi alkalmazásai
RNS-stabilizálóként használható gélelektroforézisnél. Kapilláris elektroforézis közben használható a denaturált DNS-szálak stabilizálására.
Szinterezésnél a szol-gél oldathoz adva elkerülhető a repedezés.
A tiszta formamidot alternatív oldószerként használták polimer nanofilmek elektrosztatikus önszerveződéséhez.
Formamid felhasználásával a Leuckart-reakcióban ketonokból közvetlenül primer aminok állíthatók elő azok N-formil származékain keresztül.

## Guaninszintézis
Kísérletek azt mutatják, hogy a formamid 130 °C-on, ultraibolya fény jelenlétében guaninná alakul.

## Biztonság
A formamid közepesen irritatív a szemre, bőrre és nyálkahártyára. Nagyobb mennyiségű formamidgőz belélegzését követően érdemes orvoshoz fordulni. Teratogén hatású. Állatok esetén hemotoxikus. Huzamosabb idejű légúti kitettség, az anyag lenyelése vagy bőrön keresztül történő felszívódása veszélyes lehet. Megfelelő védőfelszerelés (szemüveg, gumikesztyű) nélkül formamiddal dolgozni nem szabad. Kisebb kockázat adódhat abból is, hogy bomlása során erősen mérgező hidrogén-cianid szabadul fel belőle.

## Fordítás
- Ez a szócikk részben vagy egészben  a   Formamide című angol Wikipédia-szócikk ezen változatának fordításán alapul.  Az eredeti cikk szerkesztőit annak laptörténete sorolja fel. Ez a jelzés csupán a megfogalmazás eredetét és a szerzői jogokat jelzi, nem szolgál a cikkben szereplő információk forrásmegjelöléseként.